# Соната для фортепиано № 8 (Бетховен)
Соната для фортепиано № 8 до минор, oп. 13 («Патетическая» (от греческого слова «pathos — пафос») означает «с приподнятым, возвышенным настроением») — музыкальное произведение, написанное немецким композитором Людвигом ван Бетховеном в 1798—1799 годах. Это название относится ко всем трем частям сонаты, хотя приподнятость эта выражена в каждой части по-разному. Соната была встречена современниками как необычное, смелое произведение и впервые опубликованное в декабре 1799 года под названием «Большая патетическая соната» (фр. Grande sonate pathetique) с посвящением князю Карлу фон Лихновскому. Во время написания сонаты Бетховену было 29 лет, и в то время он стал замечать первые признаки глухоты. Произведение было настолько популярным, что композитор получил предложение написать новую сонату с названием «Патетическая», которое он отверг, так как ему не нравилось предпочтение, отдаваемое публикой перед его другими произведениями. По этому поводу он говорил: «Весь мир бросается на эту сонату, потому что каждый пианист ищет в названии pathetique указателя, руководящего исполнением».

## Первая часть
Grave (медленно) — Allegro di molto e con brio (быстро, с большой силой). Первая часть сонаты написана в стремительно быстром темпе и наиболее напряжённа по своему звучанию. Начало первой части медленное с постепенным ускорением к концу. В музыке проявляется борьба человека с судьбой. Вся первая часть сонаты имеет форму сонатного allegro. Сама же музыка и её развитие по сравнению с сонатами Гайдна и Моцарта глубоко своеобразны и содержат много нового. Необычно уже начало сонаты. Музыке в быстром темпе предшествует медленное вступление. Мрачно и вместе с тем торжественно звучат тяжёлые аккорды. Из нижнего регистра звуковая лавина постепенно движется вверх. Всё настойчивее звучат грозные вопросы:

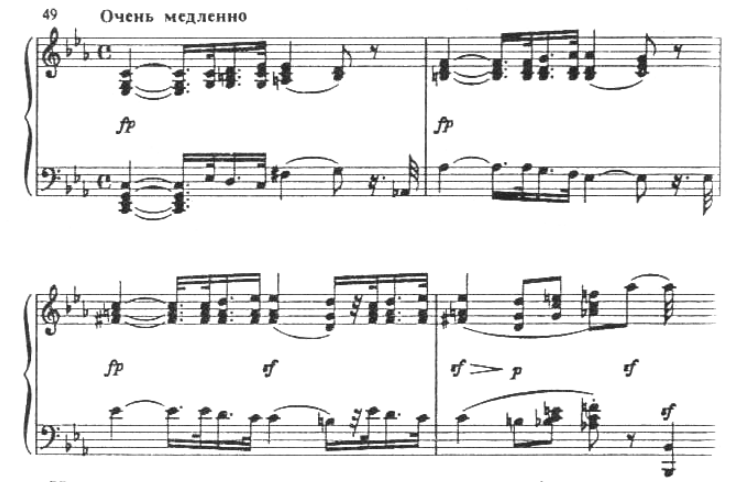
Вступление

Им отвечает нежная, певучая, с оттенком мольбы, звучащая на фоне спокойных аккордов мелодия:

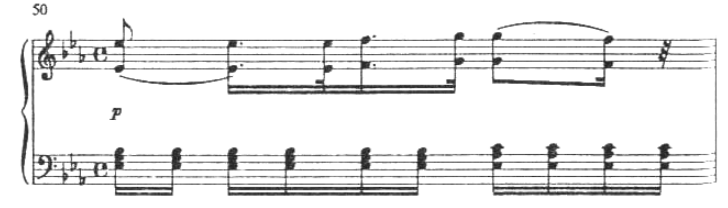

Кажется, что это две различные, резко контрастирующие между собою темы. Но если сравнить мелодическое строение обеих тем, то окажется, что они очень близки одна другой, почти одинаковы. Как сжатая пружина, вступление затаило в себе огромную силу, которая требовала выхода, разрядки. Начинается стремительное сонатное аllegro. Главная партия напоминает бурно вздымающиеся волны. На фоне беспокойного движения баса тревожно взбегают и опускаются верхние голоса:

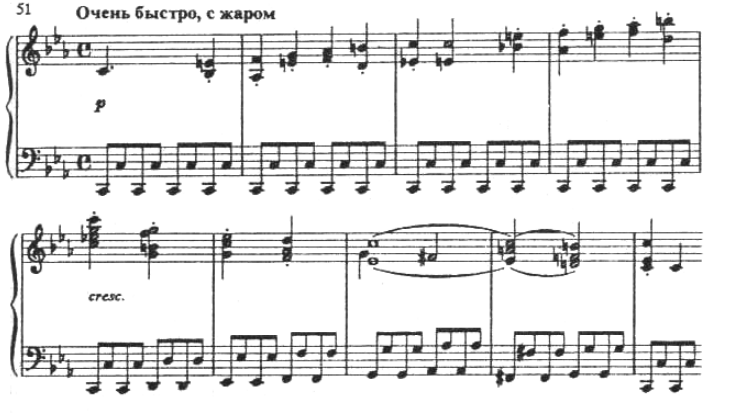
Главная партия

Связующая партия успокаивает волнение главной темы и приводит к мелодичной и певучей побочной партии:

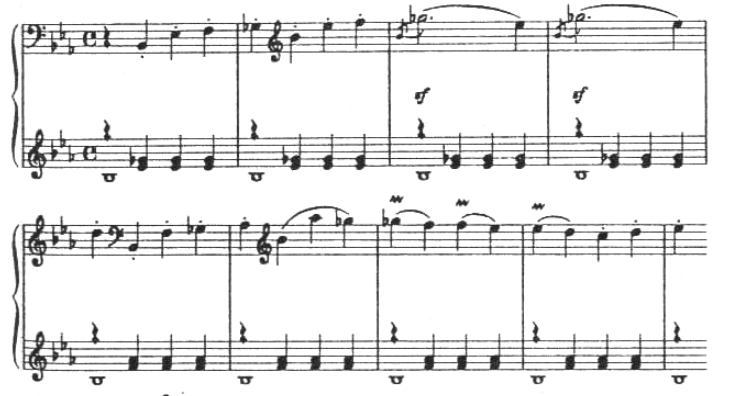
Побочная партия

Однако широкий «разбег» побочной темы (почти на 3 октавы), «пульсирующие» сопровождение, а главное — приём изложения в разных регистрах — всё это придает ей напряженный характер. Вопреки правилам, установившимся в сонатах венских классиков, побочная партия «Патетической сонаты» звучит не в параллельном мажоре (ми-бемоль мажор), а в одноимённом к нему минорном ладу (ми-бемоль минор).
Энергия нарастает. Она прорывается с новой силой в заключительной партии (ми-бемоль мажор). Короткие фигурации ломаных арпеджио, как хлёсткие удары, пробегают по всей клавиатуре фортепиано в расходящемся движении. Нижний и верхний голоса достигают крайних регистров. Постепенно нарастание звучности от pianissimo до forte приводит к мощной кульминации, к высшей точке музыкального развития экспозиции.
Следующая за ней вторая заключительная тема является лишь короткой передышкой перед новым «взрывом». В конце заключения неожиданно звучит стремительная тема главной партии. Экспозиция заканчивается на неустойчивом аккорде. На рубеже между экспозицией и разработкой вновь появляется суровая тема вступления. Но здесь её грозные вопросы остаются без ответа: лирическая тема не возвращается. Зато сильно возрастает её значение в среднем разделе первой части сонаты.
Разработка невелика, но очень напряжённа. «Борьба» разгорается между двумя резко контрастными темами: порывистой главной партией и лирической темой вступления. В быстром темпе тема вступления звучит ещё более беспокойно, умоляюще. Этот поединок «сильного» и «слабого» выливается в ураган стремительных и бурных пассажей, которые постепенно затихают, уходя всё глубже и глубже в нижний регистр.
Реприза повторяет темы экспозиции в том же порядке в основной тональности до минор. Изменения касаются связующей партии. Она значительно сокращена, поскольку тональность всех тем едина. Зато главная партия расширилась, что подчёркивает её ведущую роль.
Перед самым окончанием первой части ещё раз появляется первая тема вступления. Но что это? Она «потеряла» свой первый «грозный» аккорд и начинается со слабой доли. В её вопросе осталась только тревога и даже отчаяние. Неужели опять не будет ответа? Ответ есть. Но не слабый, умоляющий, а энергичный, волевой. Первую часть завершает главная тема, звучащая в ещё более стремительном темпе. Воля, энергия, мужество победили.

## Вторая часть
Adagio cantabile (медленно, певуче). Вторая часть написана в тональности ля-бемоль мажор; — глубокое размышление о чём-то серьёзном и значительном, быть может, воспоминание о только что пережитом или думы о будущем. На фоне мерного сопровождения звучит благородная и величественная мелодия. Если в первой части патетика была выражена в приподнятости и яркости музыки, то здесь она проявилась в глубине, возвышенности и высокой мудрости человеческой мысли. Вторая часть удивительна по своим краскам, напоминающим звучание инструментов оркестра — начальные такты, например, напоминают звучание виолончели. Вначале основная мелодия появляется в среднем регистре, и это придаёт ей густую виолончельную окраску:

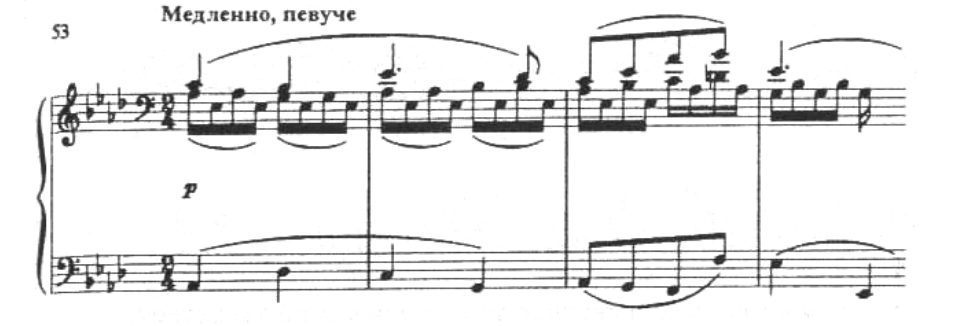
2 часть

Второй раз мелодия изложена в верхнем регистре. Теперь ее звучание напоминает голоса скрипок.
В средней части Adagio cantabile появляется новая тема:

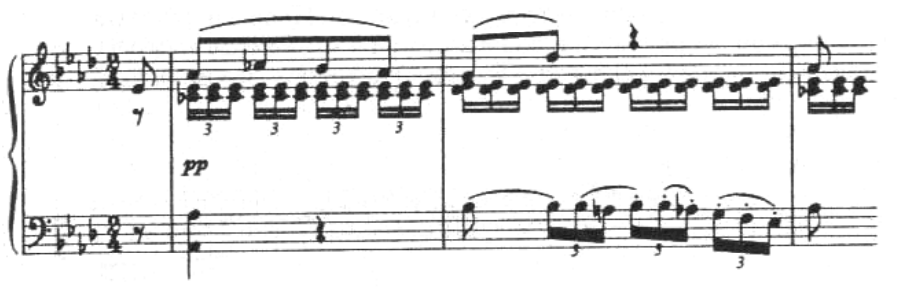

Ясно различима перекличка двух голосов. Певучей, нежной мелодии в верхнем голосе отвечает отрывистый, «недовольный голос» в басу. Минорный лад (одноимённый ля-бемоль минор), беспокойное триольное сопровождение придают теме тревожный характер. Спор двух голосов приводит к конфликту, музыка приобретает ещё большую остроту и взволнованность. В мелодии появляются резкие, подчёркнутые возгласы (sforzando). Усиливается звучность, которая становится более плотной, как будто вступает весь оркестр. С возвращением основной темы наступает реприза. Но характер её существенно изменился. Вместо неторопливого сопровождения шестнадцатыми слышны беспокойные фигурации триолей. Они перешли сюда из средней части как напоминание о пережитой тревоге. Поэтому первая тема уже не звучит так спокойно. И лишь в конце второй части появляются ласковые и приветливые «прощальные» обороты.

## Третья часть. Финал
Третья часть — финал, Allegro. Стремительная, взволнованная музыка финала во многом роднит его с первой частью сонаты. Возвращается и основная тональность до минор. Но здесь нет того мужественного, волевого напора, который так отличал первую часть. Нет в финале и резкого контраста между темами — источника «борьбы», а вместе с ним и напряжённости развития. Финал написан в форме рондо-сонаты. Основная тема (рефрен) повторяется здесь четыре раза. Именно она и определяет характер всей части.